# Chlorangium polychlorum
Chlorangium polychlorum là một loài tảo trong họ Chlamydomonadaceae, thuộc chi Chlorangium.